# Aeroporto Internazionale di Cancún
L'Aeroporto Internazionale di Cancún (IATA: CUN, ICAO: MMUN), in spagnolo Aeropuerto Internacional de Cancún, si trova a 16 km dalla città di Cancún, sulla costa del Mar dei Caraibi nella penisola dello Yucatán.
È il secondo aeroporto più trafficato del Messico, dopo l'Aeroporto Internazionale di Città del Messico. Nel 2007 l'aeroporto ha visto passare dalla sua pista 11.340.027 di passeggeri e nel 2008 ben 12.646.500. 
Attualmente è il quinto aeroporto più trafficato dell'America Latina dopo quello di Città del Messico, i due aeroporti di San Paolo del Brasile e l'Aeroporto Internazionale el Dorado di Bogotà.
L'aeroporto è stato ampliato più volte e si è trasformato in uno degli scali internazionali più importanti del paese. Può contare su una pista operativa (e una in fase di costruzione) e tre terminal passeggeri.
Il Terminal 1 è usato dai voli charter locali e anche da quelli provenienti dal nord America. Il Terminal 2 è usato da alcune compagnie internazionali e da tutte le compagnie nazionali, mentre il Terminal 3 è dedicato ai voli internazionali delle compagnie dell'America del Nord e d'Europa.
L'aeroporto è gestito dal ASUR come gli aeroporti di Cozumel, Mérida, Veracruz, Villahermosa e Oaxaca, tra gli altri.
L'aeroporto serve una regione con una popolazione di più di un milione di abitanti. Cancun nello Stato di Quintana Roo è la destinazione più richiesta del Messico e i turisti provengono principalmente dagli Stati Uniti e dal Canada.
Nel suo insieme i tre terminal contano con 47 gates d'imbarco (17 dei quali remoti), 22 (A1-A11 e B12-B22) nel terminal 2 e 14 nel Terminal 3 (C23-C37).